# Lista de comunas da Noruega
Esta é uma lista de comunas da Noruega ordenadas por condado.
Em cada comuna há uma diretoria comunal (kommunestyre), da qual os membros sao eleitos para um mandato de 4 anos. A diretoria comunal é o orgão deliberante e legislativo da comuna.
Cada comuna é dirigida por um prefeito (ordfører).
O prefeito é orgão executivo da comuna.
O outro orgão é o conselho executivo (formannskap) composto por 5 membros.

## Akershus
- Asker
- Aurskog-Høland
- Bærum
- Eidsvoll
- Enebakk
- Fet
- Frogn
- Gjerdrum
- Hurdal
- Lørenskog
- Nannestad
- Nes
- Nesodden
- Nittedal
- Oppegård
- Rælingen
- Skedsmo
- Ski
- Sørum
- Ullensaker
- Vestby
- Ås

## Aust-Agder
- Arendal
- Birkenes
- Bygland
- Bykle
- Evje og Hornnes
- Froland
- Gjerstad
- Grimstad
- Iveland
- Lillesand
- Risør
- Tvedestrand
- Valle
- Vegårshei
- Åmli

## Buskerud
- Drammen
- Flesberg
- Flå
- Gol
- Hemsedal
- Hol
- Hole
- Hurum
- Kongsberg
- Krødsherad
- Lier
- Modum
- Nedre Eiker
- Nes
- Nore og Uvdal
- Ringerike
- Rollag
- Røyken
- Sigdal
- Øvre Eiker
- Ål

## Finnmark
- Alta
- Berlevåg
- Båtsfjord
- Gamvik
- Hammerfest
- Hasvik
- Karasjok/Kárásjoga
- Kautokeino/Guovdageainnu
- Kvalsund
- Lebesby
- Loppa
- Måsøy
- Nesseby/Unjárgga
- Nordkapp
- Porsanger/Porsánjggu/Porsangin
- Sør-Varanger
- Tana/Deanu
- Vadsø
- Vardø

## Hedmark
- Alvdal
- Eidskog
- Elverum
- Engerdal
- Folldal
- Grue
- Hamar
- Kongsvinger
- Løten
- Nord-Odal
- Os i Hedmark
- Rendalen
- Ringsaker
- Stange
- Stor-Elvdal
- Sør-Odal
- Tolga
- Trysil
- Tynset
- Våler
- Åmot
- Åsnes

## Hordaland
- Askøy
- Austevoll
- Austrheim
- Bergen
- Bømlo
- Eidfjord
- Etne
- Fedje
- Fitjar
- Fjell
- Fusa
- Granvin
- Jondal
- Kvam
- Kvinnherad
- Lindås
- Masfjorden
- Meland
- Modalen
- Odda
- Os i Hordaland
- Osterøy
- Radøy
- Samnanger
- Stord
- Sund
- Sveio
- Tysnes
- Ullensvang
- Ulvik
- Vaksdal
- Voss
- Øygarden

## Møre og Romsdal
- Aukra
- Aure
- Averøy
- Eide
- Fræna
- Giske
- Gjemnes
- Halsa
- Haram
- Hareid
- Herøy
- Midsund
- Molde
- Nesset
- Norddal
- Rauma
- Rindal
- Sande
- Sandøy
- Skodje
- Smøla
- Stordal
- Stranda
- Sula
- Sunndal
- Surnadal
- Sykkylven
- Tingvoll
- Ulstein
- Vanylven
- Vestnes
- Volda
- Ørskog
- Ørsta
- Ålesund

## Nordland
- Alstahaug
- Andøy
- Ballangen
- Beiarn
- Bindal
- Bodø
- Brønnøy
- Bø i Vesterålen
- Dønna
- Evenes
- Fauske
- Flakstad
- Gildeskål
- Grane
- Hadsel
- Hamarøy
- Hattfjelldal
- Hemnes
- Herøy i Nordland
- Leirfjord
- Lurøy
- Lødingen
- Meløy
- Moskenes
- Narvik
- Nesna
- Rana
- Rødøy
- Røst
- Saltdal
- Sortland
- Steigen
- Sømna
- Sørfold
- Tjeldsund
- Træna
- Tysfjord
- Vefsn
- Vega
- Vestvågøy
- Vevelstad
- Værøy
- Vågan
- Øksnes

## Oppland
- Dovre
- Etnedal
- Gausdal
- Gjøvik
- Gran
- Jevnaker
- Lesja
- Lillehammer
- Lom
- Lunner
- Nord-Aurdal
- Nord-Fron
- Nordre Land
- Ringebu
- Sel
- Skjåk
- Søndre Land
- Sør-Aurdal
- Sør-Fron
- Vang
- Vestre Slidre
- Vestre Toten
- Vågå
- Østre Toten
- Øyer
- Øystre Slidre

## Oslo
- Oslo

## Rogaland
- Bjerkreim
- Bokn
- Eigersund
- Finnøy
- Forsand
- Gjesdal
- Haugesund
- Hjelmeland
- Hå
- Karmøy
- Klepp
- Kvitsøy
- Lund
- Randaberg
- Rennesøy
- Sandnes
- Sauda
- Sokndal
- Sola
- Stavanger
- Strand
- Suldal
- Time
- Tysvær
- Utsira
- Vindafjord

## Sogn og Fjordane
- Askvoll
- Aurland
- Balestrand
- Bremanger
- Eid
- Fjaler
- Flora
- Førde
- Gaular
- Gloppen
- Gulen
- Hornindal
- Hyllestad
- Høyanger
- Jølster
- Leikanger
- Luster
- Lærdal
- Naustdal
- Selje
- Sogndal
- Solund
- Stryn
- Vik
- Vågsøy
- Årdal

## Telemark
- Bamble
- Bø i Telemark
- Drangedal
- Fyresdal
- Hjartdal
- Kragerø
- Kviteseid
- Nissedal
- Nome
- Notodden
- Porsgrunn
- Sauherad
- Seljord
- Siljan
- Skien
- Tinn
- Tokke
- Vinje

## Troms
- Balsfjord
- Bardu
- Berg
- Dyrøy
- Gratangen
- Harstad
- Ibestad
- Karlsøy
- Kvæfjord
- Kvænangen
- Kåfjord/Gáivuotna
- Lavangen
- Lenvik
- Lyngen
- Målselv
- Nordreisa
- Salangen
- Skjervøy
- Skånland
- Storfjord
- Sørreisa
- Torsken
- Tranøy
- Tromsø

## Trøndelag
- Agdenes
- Bjugn
- Flatanger
- Fosnes
- Frosta
- Frøya
- Grong
- Hemne
- Hitra
- Holtålen
- Høylandet
- Inderøy
- Indre Fosen
- Klæbu
- Leka
- Levanger
- Lierne
- Malvik
- Meldal
- Melhus
- Meråker
- Midtre Gauldal
- Namdalseid
- Namsos
- Namsskogan
- Nærøy
- Oppdal
- Orkdal
- Osen
- Overhalla
- Rennebu
- Roan
- Røros
- Røyrvik
- Selbu
- Skaun
- Snillfjord
- Snåsa
- Steinkjer
- Stjørdal
- Trondheim
- Tydal
- Verdal
- Verran
- Vikna
- Ørland
- Åfjord

## Vestfold
- Færder
- Holmestrand
- Horten
- Larvik
- Re
- Sande i Vestfold
- Sandefjord
- Svelvik
- Tønsberg

## Vest-Agder
- Audnedal
- Farsund
- Flekkefjord
- Hægebostad
- Kristiansand
- Kvinesdal
- Lindesnes
- Lyngdal
- Mandal
- Marnardal
- Sirdal
- Songdalen
- Søgne
- Vennesla
- Åseral

## Østfold
- Aremark
- Askim
- Eidsberg
- Fredrikstad
- Halden
- Hobøl
- Hvaler
- Marker
- Moss
- Rakkestad
- Rygge
- Rømskog
- Råde
- Sarpsborg
- Skiptvet
- Spydeberg
- Trøgstad
- Våler i Østfold